# Celebrations – Wo sind die Helden?
Celebrations – Wo sind die Helden? ist eine TV-Serie auf Sat.1. Im Mittelpunkt der Überraschungsshow stehen Menschen, die sich im Alltag für Andere aufopfern, ohne grosses Aufsehen zu erregen. „Celebrations“ sucht nach diesen Helden des Alltags und ermöglicht es diesen Menschen, einmal selbst mit ihren Wünschen, Träumen und Sehnsüchten im Mittelpunkt zu stehen. Der TV-Serie gelang es, von Beginn an eine starke Bindung zu Sponsoringpartnern aufzubauen. Die nicht immer transparente Nähe zu Werbepartnern führte bei einer Stichprobenprüfung des BAKOM dazu, dass dieses gewisse Elemente der Sendung als Schleichwerbung qualifizierte und damit konzeptionelle Änderungen bei der Einbindung der Werbepartner erzwang.